# Sankt Sebastian, Bruck an der Mur
Sankt Sebastian là một đô thị thuộc huyện Bruck an der Mur thuộc bang Steiermark, nước Áo. Đô thị Sankt Sebastian, Bruck an der Mur có diện tích 47,4 km², dân số thời điểm cuối năm 2005 là 1119 người.